# Semion Alekseïev
Pour les articles homonymes, voir Alekseïev.
Semion Mikhaïlovitch Alekseïev (en russe : Семён Михайлович Алексеев, transcription anglaise : Semyon M. Alekseev ; 24 décembre 1909 - Moscou, 4 février 1993) est un ingénieur aéronautique soviétique.

## Biographie
Semion Mikhaïlovitch Alekseïev fut diplômé de l’Institut aéronautique de Moscou (MAI) en 1937. Il travailla ensuite au sein des bureaux d’études (OKB) Tupolev, Tchijevski et Lavotchkine, participant en particulier au développement des LaGG-3, La-5, La-5FN, La-7 et La-9. Autorisé en septembre 1946 à former son propre bureau d’études à l’usine de Gorki (OKB 21), il y développa quelques chasseurs lourds expérimentaux décrits ci-dessous.
L’OKB-21 étant dissout en 1948, essentiellement pour des raisons politiques, Alekseïev travailla ensuite au TsAGI puis à l’OKB-1 de Kimry. Entre 1952 et 1973 il supervisa le développement de systèmes de ravitaillement en vol, puis de sauvetage et de survie pour les véhicules spatiaux de l’Union soviétique.

## Les avions construits ou étudiés par Alekseïev

### Alekseev I-211
Chasseur tactique monoplace de conception similaire au Gloster Meteor britannique. Il s’agissait donc d’un monoplan à aile médiane droite propulsé par deux réacteurs positionnés dans la voilure. Le train était tricycle escamotable et l’armement devait comprendre trois canons de 37 mm ou deux de 57 mm installés à la base avant du fuselage.
Un premier prototype non armé prit l’air à l’automne 1947 avec deux réacteurs à flux axial Lyoulka TR-1 devant développer 1 365 kgp. Les six premiers vols réalisés révélèrent un bon comportement de l’avion, mais une criante sous-motorisation, les réacteurs fournissent à peine 70 % de la puissance prévue. Un second prototype devait recevoir des réacteurs TR-1A, annoncés avec une poussée de 1 505 kgp, mais ceux-ci n’ayant pas reçu les autorisations nécessaires pour les essais en vol, le bureau d’études Alekseïev reçut une paire de réacteurs centrifuges Rolls-Royce Derwent importés de Grande-Bretagne. Ainsi modifié, le second prototype fut rebaptisé I-215, l’abandon du réacteur TR-1A entrainant l’abandon du I-211.

### Alekseev I-212
Projet de chasseur de nuit biplace dérivé des I-211/I-215, devant recevoir deux réacteurs Rolls-Royce Nene de 2 270 kgp. Le prototype était en cours d’achèvement en 1948 quand Aleksandr Yakovlev qualifia le I-212 de « nouvelle copie du Me 262 » pendant une réunion au Kremlin. Il semble que cette remarque ait justifié la dissolution du bureau d’études Alekseïev sur ordre de Staline. Le I-212 n’a donc jamais volé.

### Alekseev I-213
Version agrandie du I-212, qui resta bien entendu au stade du projet.

### Alekseev I-214
Projet dérivé du I-212, qui aurait dû recevoir un radar de veille de queue.

### Alekseev I-215
L’adaptation de réacteurs Rolls-Royce Derwent sur le second prototype I-211 ne posa guère de difficulté, le longeron de voilure traversant les nacelles des réacteurs en son centre. Il fut donc possible de monter le compresseur du réacteur centrifuge britannique en avant du bord d’attaque, limitant au maximum les modifications à apporter à la structure de l’aile, tandis que le fuselage n’était pas modifié. Le prototype effectua son premier vol le 31 décembre 1947. Avec des réacteurs développant effectivement 1 590 kgp ce prototype donnait satisfaction mais très vite des signes de fatigue apparurent au niveau de la section centrale de voilure. Un renforcement de celle-ci s’imposait donc.

### Alekseev I-215D
Pour renforcer la section centrale de voilure il fallait escamoter le train principal dans le fuselage. Un nouveau prototype (D pour Dubler) fut donc doté de deux gros diabolos, montés en tandem de part et d’autre du réservoir principal et se relevant dans le fuselage, des balancines rétractables dans les fuseaux moteurs assurant la stabilité de l’appareil. Ce prototype prit l’air au printemps 1948 et le Ministère de l’Industrie Aéronautique en recommanda la production en série, mais trop tard. L’OKB Alekseev avait déjà été dissout.

### Alekseev I-216
Projet non réalise d’une version du I-211 armé de deux canons de 76 mm.

### Alekseev I-217
Projet non réalisé d’une version à aile en flèche du I-211.

### Alekseev I-218
Biplace d'attaque au sol dont un unique prototype fut construit en 1948. Équipé d'un moteur à piston Dobrynine VD-251 de 2 000 ch entraînant une hélice propulsive, cet appareil à l'allure surannée avait un pilote installé très à l'avant du fuselage, le second occupant contrôlant à distance des canons installés dans les poutres porte-empennage.